# سلطنة واسولو
سلطنة واسولو وتسمى في بعض الأحيان سلطنة الماندينغ دولة لم تدم طويلاً (1878م – 1898م) في غرب أفريقيا بنيت على يد القائد الديولي المسلم ساموري توري. ودمر السلطنة الجيش الاستعماري الفرنسي.